# 히라세 다이
히라세 다이(일본어: 平瀬 大, 2001년 3월 28일~)는 일본의 축구 선수이다.

## 구단 경력
그는 2022년 J1리그의 사간 도스에 입단했다. 2023년 7월 J2리그의 레노파 야마구치 FC로 임대 이적했다. 2024년까지 32경기에 출전하여, 3득점을 넣었다. 2025년 J2리그의 사간 도스로 복귀했다. 2025년 5월 J3리그의 FC 기후로 이적했다.